# إيفان مونيتيتش
إيفان مونيتيتش مواليد 7 أبريل 1942 في دوبروفنيك، مملكة يوغوسلافيا، هو لاعب كرة يد كرواتي معتزل تحول إلى التدريب بعد الاعتزال، لعب كحارس مرمى.

## الإنجازات
- بطولة يوغوسلافيا لكرة اليد: 1965-66، 1969-70، 1966-67، 1967–68، 1968–69، 1974-75، 1979، 1979-80
- دوري أبطال أوروبا لكرة اليد النهائي (1): 1980–81